# Красный прилив

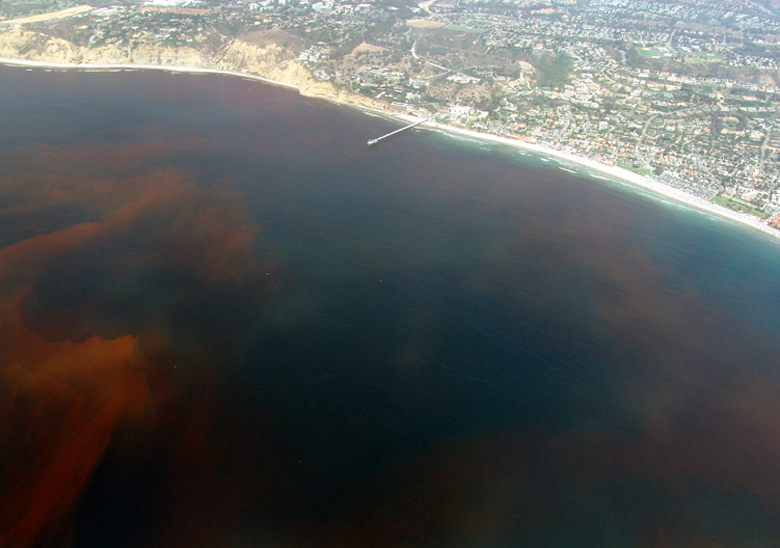
«Красный прилив» у побережья Ла-Хойя (Сан-Диего, Калифорния).

Красный прилив — общепринятое название частного случая цветения воды, вызванного вспышкой численности морских динофлагеллят и диатомей. 

## Объяснение явления
Морские водоросли, особенно фитопланктон, одноклеточные, могут образовать плотные, видимые полосы на поверхности воды. Некоторые виды фитопланктона, такие как динофлагелляты, содержат фотосинтетические пигменты, цвет которых варьируется от зелёного до коричневого и красного.
Когда концентрация морских водорослей высока, вода кажется обесцвеченной или тёмной, причём цвет варьируется от пурпурного до почти розового, тогда как обычно она голубая или зелёная. Не всегда большая концентрация водорослей приводит к изменению цвета, и не всегда цветущая вода красная. Кроме того, красные приливы не связаны с собственно приливами, поэтому специалисты иногда используют термин «Цветение воды».
Иногда красные приливы связаны с производством натуральных токсинов, которые приводят к обеднению кислородом или к другим опасным эффектам, и в общем случае описываются как вредоносное цветение водорослей. Наиболее важные последствия красных приливов — связанная с ними гибель морских и прибрежных видов рыб, птиц, морских млекопитающих и других организмов. Красные приливы Флориды особенно опасны для морских организмов тем, что в них вырабатывается нейротоксин бреветоксин, источником которого становятся морские водоросли Karenia brevis. Например, 11-месячный флоридский красный прилив 2017—2018 годов привёл к гибели 452 редких и исчезающих морских черепах и 92 ламантинов. Для рыб и обитающих на дне беспозвоночных животных опасность представляют красные приливы, вызванные водорослями Karenia mikimotoi, выделяющими нейротоксин гимнодимин и другие токсины. Красные приливы часто происходили на морском побережье Китая в 1998—2017 годах. Красные приливы, вызванные водорослями, произошли осенью 2013 года в заливе Качемак (Аляска, США) и осенью 2020 года на российском Дальнем Востоке (побережье Камчатки).

## Обзор

### Библия
Ряд учёных связывают с «красным приливом» первую из «десяти казней египетских», которые, согласно Библии, предшествовали Исходу евреев из Египта.